# 1901
[[Категорија: 1901
.| ]]
1901. је била проста година.

## Догађаји

### Јануар
- 1. јануар — Британске колоније Западна Аустралија, Јужна Аустралија, Квинсленд, Викторија, Тасманија и Нови Јужни Велс формирале су Савезну Државу Аустралију, шесту највећу земљу на свету.
- 1. јануар — Нигерија је постала британски протекторат.
- 1. јануар — Настанак пентекостализма у Канзасу.
- 9. јануар — Објављена епидемија куге у Цариграду.
- 10. јануар — У Тексасу (нафтно поље Спиндлтоп) пронађене тада највеће светске залихе нафте - почиње Тексашки нафтни бум.
- 13. јануар? — Почео с радом Пастеров завод у Нишу.
- 14. јануар — Први број "Позоришног листа" у Србији, први уредник Бранислав Нушић.
- 22. јануар — Умрла краљица Викторија након 63 године владавине, наслеђује је син Едвард VII (до 1910, у добу означеном као „едвардијанско”).
- 31. јануар — Претпремијера Чеховљеве „Три сестре”.

### Фебруар
- 1. фебруар — Штампан први број Српског књижевног гласника.
- 6. фебруар — Први јавни телефони на железничким станицама у Паризу.
- 11. фебруар — У Бечу умро бивши српски краљ Милан Обреновић (биће сахрањен у манастиру Крушедол).
- 11. фебруар — Антијезуитски нереди у Шпанији.
- 18. фебруар — Реконструкција српске владе, улази радикал Михаило Вујић за министра иностраних дела.
- 21. фебруар — На прилазу Сан Франциску потонуо брод СС Сити ов Рио де Жанеиро, око 130 погинулих.
- 23. фебруар — Велика Британија и Немачка су договориле границу између Немачке источне Африке (данашња Танзанија) и Њасаленда (данашњи Малави).
- 25. фебруар — Џ. П. Морган се приближио монополу у америчкој индустрији челика − Ју Ес Стил, прва корпорација вреднија од милијарду долара.
- 26. фебруар — У Пекингу погубљена двојица лидера Боксерског устанка.
- 27. фебруар — Султан Абдул Хамид II је послао 50.000 војника на бугарску границу због немира у Македонији.

### Март
- 2. март — Амерички Конгрес је усвојио Платов амандман којим је ограничена аутономија Кубе, што је био услов за повлачење америчких војника.
- 4. март — Вилијам Макинли започиње други мандат председника САД, Теодор Рузвелт је потпредседник.
- 6. март — У Бремену покушај атентата на Вилхелма II.
- 7. март — Руска православна црква је екскомуницирала Лава Толстоја.
- 17. март — Изложба 71 ван Гогове слике у Паризу изазива сензацију.
- 17. март — Студентски нереди у Санкт Петербургу због екскомуникације Толстоја и годишњице смрти извесне једне анархисткиње.

### Јул
- 14. јул — Отворено прво радничко позориште у Србији представама изведеним у кафани „Радничка касина“.

### Септембар
- 3. септембар — Чланови Унутрашње македонске револуционарне организације киднаповали америчку мисионарку Елен Стон.
- 6. септембар — Извршен атентат на председник САД, Вилијама Макинлија, за време његове посете граду Буфало у савезној држави Њујорк. Макинли је преминуо осам дана касније.
- 7. септембар — Потписан је Пекиншки протокол којим је окончан Боксерски устанак у Кини.
- 14. септембар — Теодор Рузвелт је инаугурисан за 26. председника САД, након смрти Вилијама Макинлија.

## Рођења

### Јануар
- 3. јануар — Нго Дин Зјем, јужновијетнамски политичар

### Фебруар
- 28. фебруар — Лајнус Полинг, амерички хемичар и биохемичар. Добитник је две Нобелове награде. Прва награда из хемије 1954, а друга за мир 1962. (†1994)

### Април
- 29. април — Хирохито, цар Јапана

### Мај
- 7. мај — Гари Купер, амерички глумац (†1961)
- 20. мај — Макс Еве, холандски шахиста и светски шампион у шаху (†1981)

### Август
- 15. август — Арнулфо Аријас, бивши председник Панаме, (†1988)

### Септембар
- 25. септембар — Робер Бресон, француски редитељ. (†1999)
- 27. септембар — Иван Милутиновић, црногорски и југословенски комунист и револуционар. Члан ЦК КПЈ, Врховног штаба НОВ и ПОЈ и НКОЈ-а, генерал-лајтнант НОВЈ и народни херој. (†1944)
- 29. септембар — Енрико Ферми, италијански физичар. (†1954)

### Октобар
- 10. октобар — Алберто Ђакомети, швајцарски скулптор, сликар и графичар. (†1966)

### Новембар
- 20. новембар — Хосе Андраде, уругвајски фудбалер (†1957)

### Децембар
- 5. децембар — Вернер Хајсенберг, немачки физичар. (†1976)
- 16. децембар — Маргарет Мид, амерички антрополог (†1978)
- 27. децембар — Марлен Дитрих, немачка глумица и певачица. (†1992).

## Смрти

### Јануар
- 14. јануар — Шарл Ермит, француски математичар
- 16. јануар — Арнолд Беклин, швајцарски сликар
- 22. јануар — Викторија Хановерска, британска краљица
- 27. јануар — Ђузепе Верди, италијански композитор
- 29. јануар — Милан Обреновић, српски краљ

### Фебруар
- 2. фебруар — Марко Миљанов, црногорски војвода и књижевник
- 4. фебруар — Светозар Милетић, српски политичар и правник

### Март
- 12. март — Јован Илић, српски књижевник и политичар
- 13. март — Бенџамин Харисон, председник САД

### Мај
- 30. мај — Виктор Д’Онт, белгијски правник и математичар

### Јул
- 22. јул — Никанор Поповић, епископ СПЦ

### Август
- 5. август — Викторија фон Сакс-Кобург и Гота, немачка царица
- 9. август — Аћим Чумић, српски политичар

### Септембар
- 9. септембар — Анри де Тулуз-Лотрек, француски сликар и графичар. (*1864)
- 14. септембар — Вилијам Макинли, председник САД

### Октобар
- 1. октобар — Абдур Рахман Кан, авганистански емир

## Нобелове награде
- Физика — Вилхелм Конрад Рендген
- Хемија — Јакобус Хенрикус ван ’т Хоф
- Медицина — Емил Адолф фон Беринг
- Књижевност — Сили Придом
- Мир — Оснивач Црвеног крста и зачетник Женевске конвенције Жан Анри Динан (Швајцарска) и Фредерик Паси (Француска)
- Економија — Награда у овој области почела је да се додељује 1969. године